# من نه منم
من نه منم یک مجموعهٔ تلویزیونی محصول سال ۱۳۸۵ ه‍.ش به کارگردانی بهروز خلجی، نویسندگی علی خودسیانی و تهیه‌کنندگی داریوش باباییان می‌باشد که از شبکهٔ دو پخش شد و در هنگام پخش با سانسور بسیاری مواجه گردید، به طوری که قسمت آخر آن کلاً داستان دگرگونه‌ای یافت و هیچ پیوندی با قسمت پیشین خود نداشت. این مجموعه در ۲۶ قسمت تهیه شده بود.
«من نه منم»، قصهٔ یک دایی و خواهرزاده است که از راه کلاهبرداری زندگی خود را می‌گذرانند.

## بازیگران
- حسن پورشیرازی
- نیما فلاح
- لاله صبوری
- همایون ارشادی
- افشین سنگ‌چاپ
- مسعود زنجانی
- علیرضا سوزنچی
- کیمیا باباییان
- سعید پیردوست
- لادن طباطبایی
- رضا داوودنژاد
- آرام جعفری
- ناصر گیتی‌جاه
- کاظم افرندنیا
- علیرضا مفتخری مظاهری
- منا اسکندری
- پوپک گلدره
- ستاره اسکندری